# Ardeïns
Els ardeïns (Ardeinae) són una subfamília d'aus pelecaniformes pertanyent a la família dels ardèids. En ella s'engloba a les garses típiques que poblen els rius i aiguamolls de tot el planeta excepte les seves regions més fredes.

## Classificació
Ardeinae es divideix en tres tribus, en les quals els seus onze gèneres es distribueixen de la següent forma:
- Tribu Ardeini:
  - Gènere Ardea;
  - Gènere Bubulcus;
  - Gènere Butorides;
  - Gènere Ardeola;
- Tribu Egrettini:
  - Gènere Egretta;
  - Gènere Syrigma;
  - Gènere Pilherodius;
  - Gènere Nyctanassa;
- Tribu Nycticoracini:
  - Gènere Nycticorax;
  - Gènere Gorsachius;
  - Gènere Calherodius.[3]